# ITL Benelux

Logo ITL

ITL Benelux (Import Transport Logistik ) is een goederenvervoerbedrijf over spoor, in Nederland toegelaten per 2007. ITL Benelux is onderdeel van de ITL Groep, dat ook vestigingen heeft in Duitsland, Polen en Tsjechië. Het kantoor bevindt zich in Hendrik-Ido-Ambacht.
Op 8 april 2008 maakte de onderneming bekend dat de Fret SNCF 75% van de aandelen gaat overnemen. Met deze overname wil men meer vervoer in oostelijke richting zoals Polen en Rusland realiseren.
SNCF Fret heeft tachtig TRAXX locomotieven besteld bij producent Bombardier. Het is nog onduidelijk of hier enkele naar de dochterondernemingen gaan.

## Treindiensten
ITL Benelux rijdt sinds 1 september 2007 drie- tot viermaal per week een containertrein Maasvlakte West - Praag v.v., de zg. "Tulipan-shuttle", die tot 1 september door ACTS in opdracht van ITL werd gereden. Idem dito de containertreinen naar Sladkovico die voorheen door Railion werden gereden. Verder rijdt ITL sindsdien 16 augustus 2007 deels zelf ketelwagentreinen voor styreenvervoer die gevuld worden in Botlek. Per eind maart 2008 rijdt ITL alle NYK-shuttles naar Duisburg, Lovosice en Aschaffenburg, die werden voorheen door Rail4chem gereden. Daarnaast worden er enkele treinen per week gereden voor UBC naar onder andere Gablingen en Schkopau. Ten slotte worden er door ITL met enige regelmaat graantreinen gereden naar Rotterdam en Amsterdam.

## Materieel
- 4× V100, ex-DB Baureihe 202
- 4× TRAXX F 140 MS2, geleased van CB Rail
- 2× Baureihe 189 ES64F4